# Schattenbinden-Weißspanner

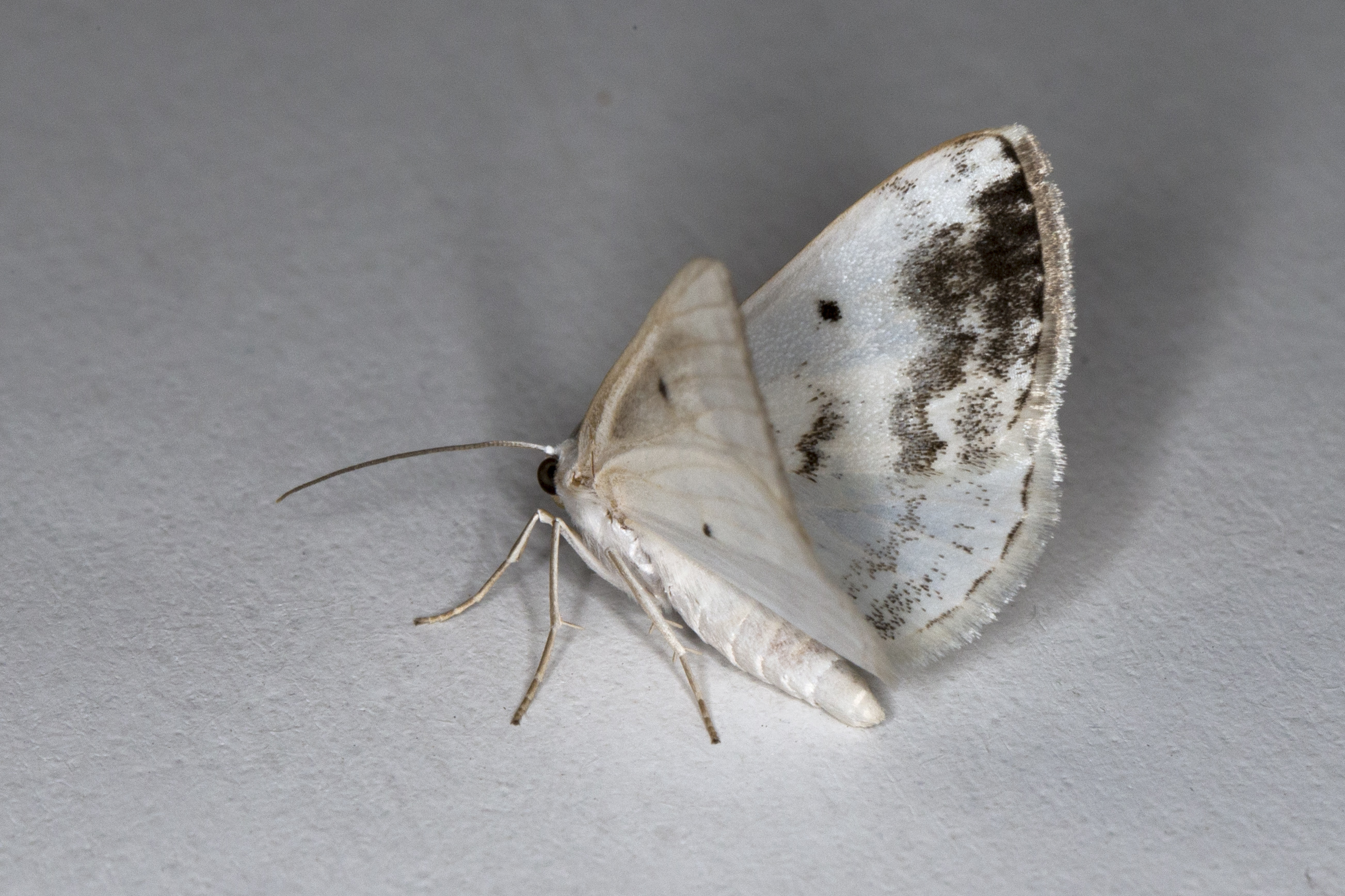
Unter- und Oberseite

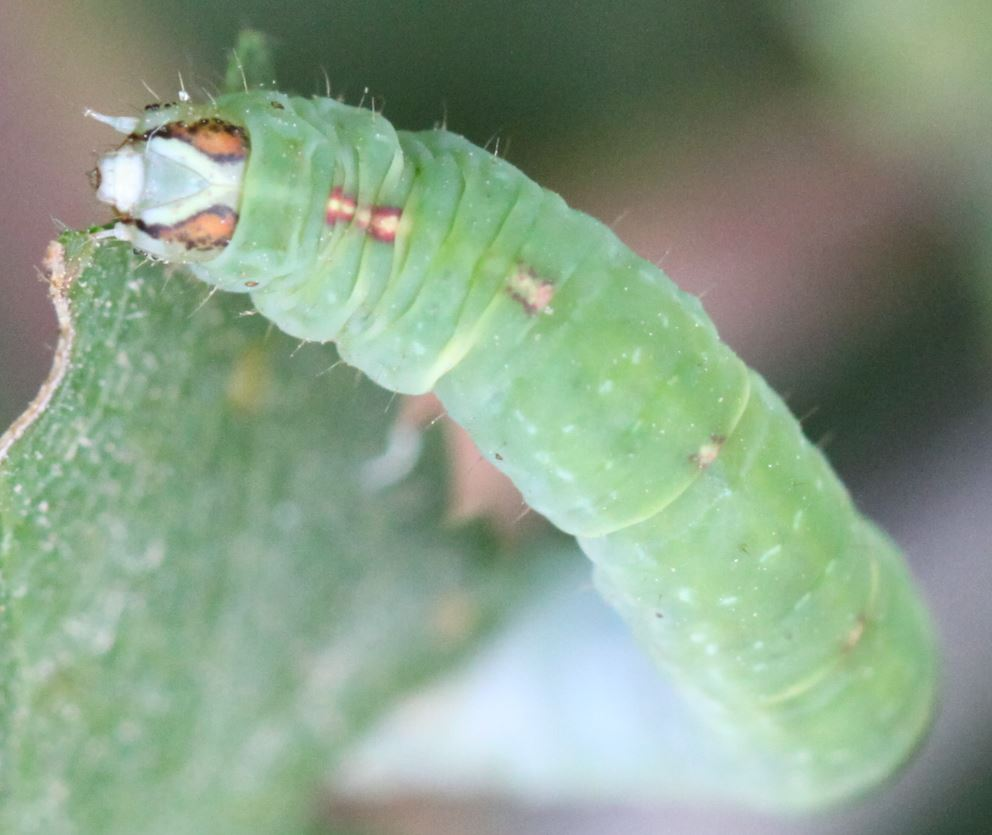
Raupe

Der Schattenbinden-Weißspanner (Lomographa temerata) ist ein Schmetterling (Nachtfalter) aus der Familie der Spanner (Geometridae).

## Merkmale

### Falter
Die Falter erreichen eine Flügelspannweite von 22 bis 32 Millimetern. Sie haben glänzend weiß gefärbte Flügeloberseiten, die einen deutlichen schwarzen Diskoidalfleck mit darunter liegenden, kleinen schwarzbraunen Flecken zeigen. Vor dem Saumfeld ist eine breite dunkle Schattenbinde zu erkennen. Diese Zeichnung kann als Vogelkot-Mimese gedeutet werden und ist als Tarnung vor Fressfeinden zu verstehen. Auf den Hinterflügeln befindet sich ebenfalls ein schwarzer Diskoidalfleck sowie zwei zuweilen undeutliche, schmale Querbänder. Die Diskoidalflecke der Flügeloberseiten scheinen auch auf die Unterseiten durch.

### Raupe
Ausgewachsene Raupen haben eine grüne Farbe und sind mit einer violett braunen oder roten, meist unterbrochenen Rückenlinie versehen.

## Verbreitung und Lebensraum
Der Schattenbinden-Weißspanner ist von ganz Europa ostwärts durch Russland bis Ostasien verbreitet und kommt auch auf Sachalin und den Kurilen vor. Die Art kommt in den Südalpen bis in Höhen von 1400 Metern vor. Sie lebt bevorzugt an buschigen Laubwaldrändern, in Heckengebieten, auf Waldlichtungen, an Flussufern sowie in Gärten und Parkanlagen.

## Lebensweise
Die Hauptflugzeit der nachtaktiven Falter reicht von Ende April bis Mitte Juli. Zuweilen wurden sie saugend an Zwergmispelblüten (Cotoneaster) beobachtet. Sie besuchen regelmäßig künstliche Lichtquellen. Die Raupen leben in der Regel im Juni und Juli. Zu ihren Nahrungspflanzen zählen die Blätter verschiedener Laubgehölze, dazu zählen Vogel-Kirsche (Prunus avium), Gewöhnliche Traubenkirsche (Prunus padus), Schlehdorn (Prunus spinosa) sowie Birken- (Betula), Eichen- (Quercus) und Weißdorn-Arten (Crataegus). Die Art überwintert als Puppe.

## Gefährdung
Der Schattenbinden-Weißspanner ist in den deutschen Bundesländern vereinzelt bis häufig anzutreffen und wird auf der Roten Liste gefährdeter Arten als „nicht gefährdet“ geführt.